# Madhesa
Madhesa – gaun wikas samiti we wschodniej części Nepalu w strefie Kośi w dystrykcie Sunsari. Według nepalskiego spisu powszechnego z 2001 roku liczył on 1147 gospodarstw domowych i 5614 mieszkańców (2660 kobiet i 2954 mężczyzn).